# 東山 (目黑區)
東山（日语：／ Higashiyama */?）是東京都目黑區的地名。現行行政地名為東山一丁目至三丁目。郵遞區號153-0043。

## 地理
位於目黑區北部，北鄰大橋，東接青葉台，南連上目黑，西通世田谷區池尻。池尻與東山二丁目在第二次世界大戰以前是陸軍駒澤練兵場所在地，現為防衛省設施（陸上自衛隊三宿駐屯地、自衛隊中央醫院、技術研究本部）、政府機關及相關設施（防衛省宿舎等公務員住宅）。一丁目與三丁目是一般的住宅區。

## 歷史
昭和43年，過去的上目黑七丁目（大部分）與六丁目（部分）成立東山。東山貝塚遺跡在二丁目與三丁目一帶。

### 地名由來
此地原為荏原郡上目黑村字東山。因位於上目黑村中心的宿山東邊而得名。

## 設施
- 目黑區立東山小學校
- 目黑區立東山中學校

## 備註
1. ↑  町丁別世帯数および人口表　平成25年度（2013）[永久]

## 外部連結
- 目黑區官方網站 （页面存档备份，存于）